# 均苯三甲酸
均苯三甲酸是一种有机化合物，化学式为C9H6O6。它是一种平面分子，其余平面的苯羧酸分子仅有3种。均苯三甲酸在从水中结晶出来时，有着具有单维的空通道的氢键结合的水合网格。
它可与对羟基吡啶结合制成水基凝胶，可稳定至95°C。